# Za Morgami
Za Morgami – część wsi Ubyszów w Polsce, położona w województwie świętokrzyskim, w powiecie skarżyskim, w gminie Bliżyn.
W latach 1975–1998 Za Morgami administracyjnie należało do województwa kieleckiego.